# 1579 Herrick
1579 Herrick eller 1948 SB är en asteroid i huvudbältet, som upptäcktes den 30 september 1948 av den belgiske astronomen Sylvain Arend i Uccle. Den har fått sitt namn efter den amerikanske astronomen Samuel Herrick.
Asteroiden har en diameter på ungefär 46 kilometer och den tillhör asteroidgruppen Cybele.